# اینرفیل گراتن
اینرفیل گراتن (به آلمانی: Innervillgraten) یک منطقهٔ مسکونی در اتریش است که در لاینس واقع شده‌است. اینرفیل گراتن ۸۷٫۸ کیلومتر مربع مساحت دارد ۱٬۴۰۲ متر بالاتر از سطح دریا واقع شده‌است.